# Мамедов, Ибрагим Мамед Гусейн оглы
Ибрагим Мамед Гусейн оглы Мамедов (азерб. İbrahim Məmmədhüseyn oğlu Məmmədov; 12 марта 1918, Гянджинский уезд — ?) — советский азербайджанский хлопковод, Герой Социалистического Труда (1948).

## Биография
Родился 12 марта 1918 года в селе Физули Гянджинского уезда (ныне село в Самухском районе Азербайджана).
Участник Великой Отечественной войны.
С 1935 года — колхозник, с 1947 года — бригадир совхоза «Москва» (бывший колхоз «Красный Октябрь») Ханларского района. В 1947 году получил урожай хлопка 86,52 центнера с гектара на площади 5,9 гектаров.
Указом Президиума Верховного Совета СССР от 10 марта 1948 года за получение в 1947 году высоких урожаев хлопка Мамедову Ибрагиму Мамед Гусейн оглы присвоено звание Героя Социалистического Труда с вручением ордена Ленина и золотой медали «Серп и Молот».
Активно участвовал в общественной жизни Азербайджана. Член КПСС с 1951 года.